# ابوالقاسم داود موسوی
ابوالقاسم داود موسوی (زاده ۱۳۲۳ - درگذشته ۱۳۶۴) سیاست‌مدار و روحانی ایرانی بود، که در دوره دوم مجلس شورای اسلامی به‌عنوان نماینده رامهرمز، از استان خوزستان در مجلس شورای اسلامی حضور داشت. وی در سال ۱۳۶۴ به همراه برخی شخصیت‌های مملکتی همچون فضل‌الله محلاتی، در حالی که توسط هواپیمای مسافربری به خلبانی عبدالباقی درویش، عازم اهواز بودند، از سوی دو جنگنده نیروی هوایی عراق مورد حمله قرار گرفته و کشته شدند. او از شاگردان سید روح‌الله خمینی بود.